# Maricopodynerus decorabilis
Maricopodynerus decorabilis är en stekelart som beskrevs av Richard Mitchell Bohart 1950. Maricopodynerus decorabilis ingår i släktet Maricopodynerus och familjen Eumenidae. Inga underarter finns listade i Catalogue of Life.